# Gaudete et exsultate

Wappen des Papstes Franziskus

Das Apostolische Schreiben Gaudete et exsultate (deutsch: Freut euch und jubelt (Mt 5,12 )) „Über den Ruf zur Heiligkeit in der Welt von heute“ wurde am 19. März 2018 von Papst Franziskus unterzeichnet und am 9. April 2018 veröffentlicht. Der Schwerpunkt seines Lehrschreibens, in Form einer Exhortatio,  liegt auf der Ermutigung zu mehr Heiligkeit im Alltag. 

## Formalität
Das Schreiben umfasst 48 Seiten, die sich auf 5 Kapitel verteilen. Die durchgehende und laufende Durchnummerierung der Absätze geht dabei von Absatz 1 – 177. Die Exhortatio wurde am 19. März, im sechsten Jahr seines Pontifikats, von Papst Franziskus unterzeichnet und am 9. April 2018 der Öffentlichkeit vorgestellt. 

### Inhalt
- Erstes Kapitel: Der Ruf zur Heiligkeit
  - Die Heiligen, die uns ermutigen und begleiten
  - Die Heiligen von nebenan
  - Der Herr ruft
  - Auch für dich
  - Deine Sendung an Christus
  - Heiligmachendes Tun
  - Lebendiger, menschlicher

- Zweites Kapitel: Zwei subtile Feinde der Heiligkeit
  - Der gegenwärtige Gnostizismus
  - Ein Geist ohne Gott und ohne Fleisch
  - Eine Lehre ohne Geheimnis
  - Die Grenzen der Vernunft
  - Der gegenwärtige Pelagianismus
  - Ein Wille ohne Demut
  - Eine oftmals vergessene Lehre der Kirche
  - Die Neopelagianer[1]
  - Die Zusammenfassung des Gesetzes

- Drittes Kapitel: Im Licht des Meisters
  - Gegen den Strom
  - „Selig, die arm sind vor Gott; denn ihnen gehört das Himmelreich.“[2]
  - „Selig die Sanftmütigen; denn sie werden das Land erben.“
  - „Selig die Trauernden; denn sie werden getröstet werden.“
  - „Selig, die hungern und dürsten nach der Gerechtigkeit; denn sie werden gesättigt werden.“
  - „Selig die Barmherzigen; denn sie werden Erbarmen finden.“
  - „Selig, die rein im Herzen; denn sie werden Gott schauen.“
  - „Selig, die Frieden stiften; denn sie werden Kinder Gottes genannt werden.“
  - „Selig, die verfolgt werden um der Gerechtigkeit willen; denn ihnen gehört das Himmelreich.“
  - Der große Maßstab
  - Aus Treue zum Meister
  - Die Ideologien, die den Kern des Evangeliums entstellen
  - Der Gottesdienst, der Gott mehr gefällt

- Viertes Kapitel: Einige Merkmale der Heiligkeit in der Welt von heute
  - Durchhaltevermögen, Geduld und Sanftmut
  - Freude und Sinn für Humor
  - Wagemut und Eifer
  - In Gemeinschaft
  - In beständigem Gebet

- Fünftes Kapitel: Kampf, Wachsamkeit und Unterscheidung
  - Der Kampf und die Wachsamkeit
  - Mehr als ein Mythos
  - Wach und vertrauensvoll
  - Die geistliche Korruption
  - Die Unterscheidung
  - Eine dringende Notwendigkeit
  - Immer im Licht des Herrn
  - Eine übernatürliche Gabe
  - Rede, Herr
  - Die Logik des Geschenks und des Kreuzes

## Zusammenfassung
Papst Franziskus legt großen Wert auf die Feststellung, dass dieses Schreiben keine Abhandlung über die Heiligkeit mit Definitionen, Unterscheidungen, Analysen oder sozialen Normen sei. Er unterscheidet
- „die Heiligen, die bereits in der Gegenwart Gottes sind“ und „mit uns Bande der Liebe und der Gemeinschaft“ unterhalten und
- „die Heiligkeit der streitenden Kirche“: „die Heiligkeit im geduldigen Volk Gottes; die Heiligkeit ‚von nebenan‘, derer, die in unserer Nähe wohnen und die ein Widerschein der Gegenwart Gottes sind, oder, um es anders auszudrücken, ‚die Mittelschicht der Heiligkeit‘“.

Der Papst bezieht sich in seinen Mahnungen und Ermutigungen auf Alltagsszenen, in denen sich Heiligkeit zeige. Er denkt dabei an „Eltern, die ihre Kinder mit so viel Liebe erziehen“, an „Männer und Frauen, die arbeiten, um das tägliche Brot nach Hause zu bringen“, an die Kranken und an „die älteren Ordensfrauen, die weiter lächeln“.
Franziskus warnt vor überzogenen Formen der Heiligkeit, wie Überheblichkeit, selbstgefällige Oberflächlichkeit (38), geistige Starrheit, bequeme, konsumorientierte und egoistische Trägheit (111). Der Weg zur Heiligkeit ist für den Papst ein „ständiger Kampf“, der von den Gläubigen eine immer währende Wachsamkeit und Differenzierung erfordere (158f.). Zur Erfüllung dieser Forderungen braucht es nach seinen Worten menschliches Wissen, Begegnung mit der Heiligen Schrift und der Lehre der Kirche, das Gebet sowie Geduld und Offenheit für Transzendenz (147).

## Einschätzungen
Der Vorsitzende der Deutschen Bischofskonferenz Reinhard Kardinal Marx versäumte nicht, seine Einschätzung mitzuteilen: 

„Das Schreiben ist eine authentische Aufforderung von Papst Franziskus, voll Freude, Optimismus und Offenheit für Gottes Wort alles Mittelmaß hinter sich zu lassen und aufzubrechen. Dabei macht er deutlich, dass dies nur im Miteinander und im Zugehen auf die Mitmenschen möglich ist. Wer versucht, Gaudete et exsultate unter kirchenpolitischen Aspekten zu analysieren, geht mit Sicherheit an der Intention des Heiligen Vaters vorbei. Wer sich hingegen anstecken lässt, das eigene Leben zu überdenken und darin neu nach der Heiligkeit zu suchen, ist auf dem richtigen Weg.“

Michael Böhnke bezeichnet die Exhortatio als „große Theologie“. Es handle sich um Theologie, die Heiligkeit als Lebensstil thematisiere. Es sei eine Theologie, die den pneumatologischen und pastoralen Kern der Dogmatik nicht verkenne, ihn vielmehr neu zur Geltung bringe.
Rita Süssmuth schreibt: „Das Apostolische Schreiben des Papstes ist ein ergreifender Text, den wir immer wieder zur Hand nehmen sollten, denn er erinnert uns an die christlichen Kernanliegen bzw. die mitmenschlichen Grundbedürfnisse. Papst Franziskus ermutigt uns dazu, vom Wort zur Tat zu schreiten, dabei muss es nicht das ganz Große sein, vielmehr beginnt es im alltäglich Kleinsten.“
Jan-Heiner Tück hebt hervor, dass das Dokument auf eine „Demokratisierung des Heiligkeitsbegriffs“ setze, da es Heiligkeit nicht einem bestimmten Stand von Klerikern oder Asketen und Frömmigkeitsvirtuosen vorbehalte, sondern auf alle Menschen in der Kirche ausweite.
In einem Kommentar auf katholisch.de äußerte sich Benjamin Leven kritisch zu Gaudete et exsultate.